# Tooma Reservoir
Tooma Reservoir ist ein Stausee am Tooma River, einem Nebenfluss des Murray River in New South Wales, Australien. Das Staubecken wurde im Jahre 1961 fertiggestellt und ist Teil des Snowy-Mountains-Systems, 21 km von Khancoban und 95 km vom Skiort Thredbo in den Snowy Mountains entfernt.

## Touristische Information
Im Stausee befinden sich Forellen, wie die Regenbogenforelle und die braune Forelle, die ohne besondere Erlaubnis mit Booten befischt werden können. Es gibt eine Bootsrampe, allerdings ist bei Bootsfahrten zu beachten, dass der Wasserstand des Stausees schnell wechseln kann. Das Staubecken ist durch den 14,3 km langen Tooma-Tumut-Tunnel mit einem Durchmesser von 3,7 m ins Snowy-Mountains-System verbunden, der bei Bedarf geflutet wird.
Camping ist am Clover Flat Camping Ground möglich, wobei eigenes Trinkwasser mitzubringen ist. Im nächstgelegenen Ort Khancoban befinden sich ein Touristikpark, Hotels und Motels.